# نهر ماهاكام
نهر ماهاكام هو نهر في كليمنتان، إندونيسيا. يتدفق 980 كم من حي لونغ أباري في مرتفعات بورنيو، حتى مصبه في مضيق ماكاسار.
تقع مدينة ساماريندا، عاصمة مقاطعة كالمنتان الشرقية، على طول النهر 48 كم (30) ميل) من مصب النهر. يتكون نهر دلتا ماهاكام من مناخ متناهي الصغر يتأثر بالمد والجزر المرتفع والمنخفض عند مستوى سطح البحر.

## ملخص
نهر ماهاكام  هو أكبر نهر في شرق كاليمانتان بإندونيسيا، حيث تبلغ مساحته حوالي 77100 كم 2. يقع مستجمعات المياه بين خطي عرض 2˚N و 1˚S وخط الطول 113˚E إلى 118˚E. ينبع النهر من مدينة تشامارو حيث يتدفق من الجنوب الشرقي، حيث يلتقي بنهر كيدانغ باهو في مدينة موارا باهو. من هناك، يتدفق النهر شرقًا عبر منطقة بحيرات ماهاكام، وهي منطقة أرض منخفضة استوائية مسطحة تحيط بها أرض الخث. توجد ثلاثون بحيرة ضحلة في هذه المنطقة، وهي متصلة بمحكم من خلال قنوات صغيرة  . في الجزء الخلفي من الاتصال بحيرتي سيمايانغ وميليانتنغ، يلتقي ماهاكام بثلاثة روافد رئيسية أخرى - الأنهار بيلايان وكيدانغ كيبالا وكيدانغ رانتو - وتتدفق نحو الجنوب الشرقي عبر توزيعات دلتا محكم، إلى مضيق ماكاسار.

## البحيرات

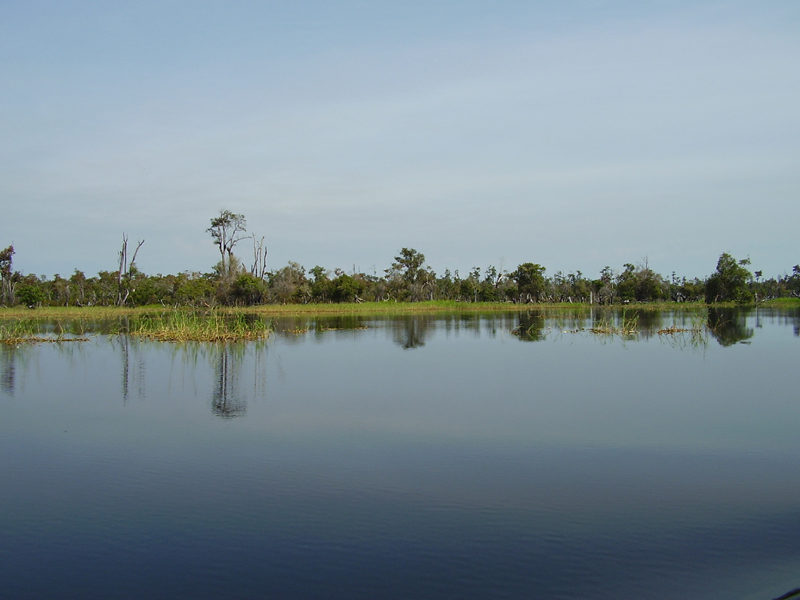
بحيرة ميلنتانغ في تيلوك توك مع إعادة زراعة غابات المستنقعات المحترقة في الخلفية

## دلتا

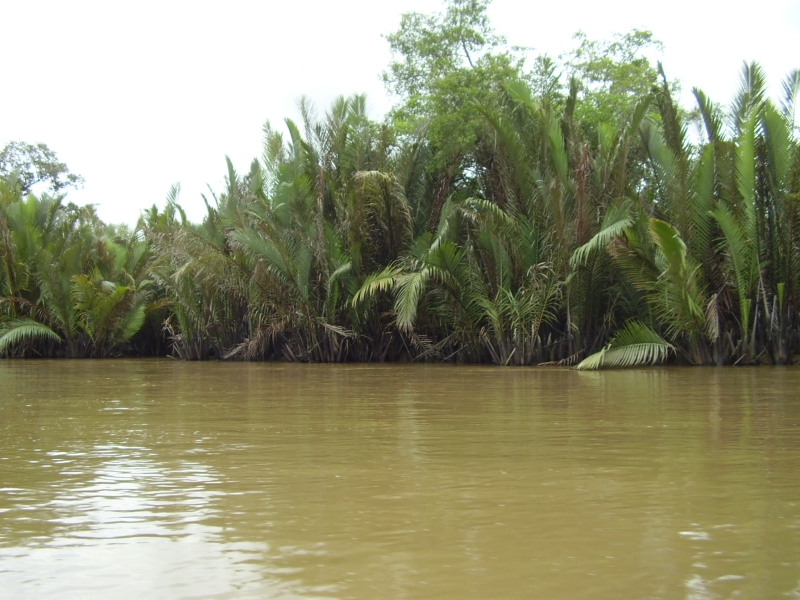
Nypa في دلتا ماهاكام

## علم البيئة

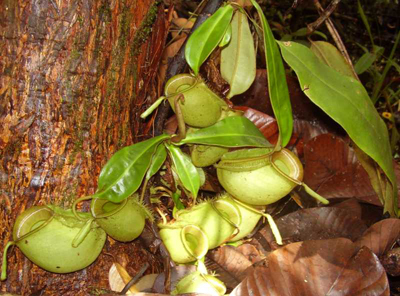
الجرة ، ودعا kantong SEMAR من قبل السكان المحليين، هو نبات الحشرات آكلى لحوم البشر وجدت في منطقة الجفت بماهاكام

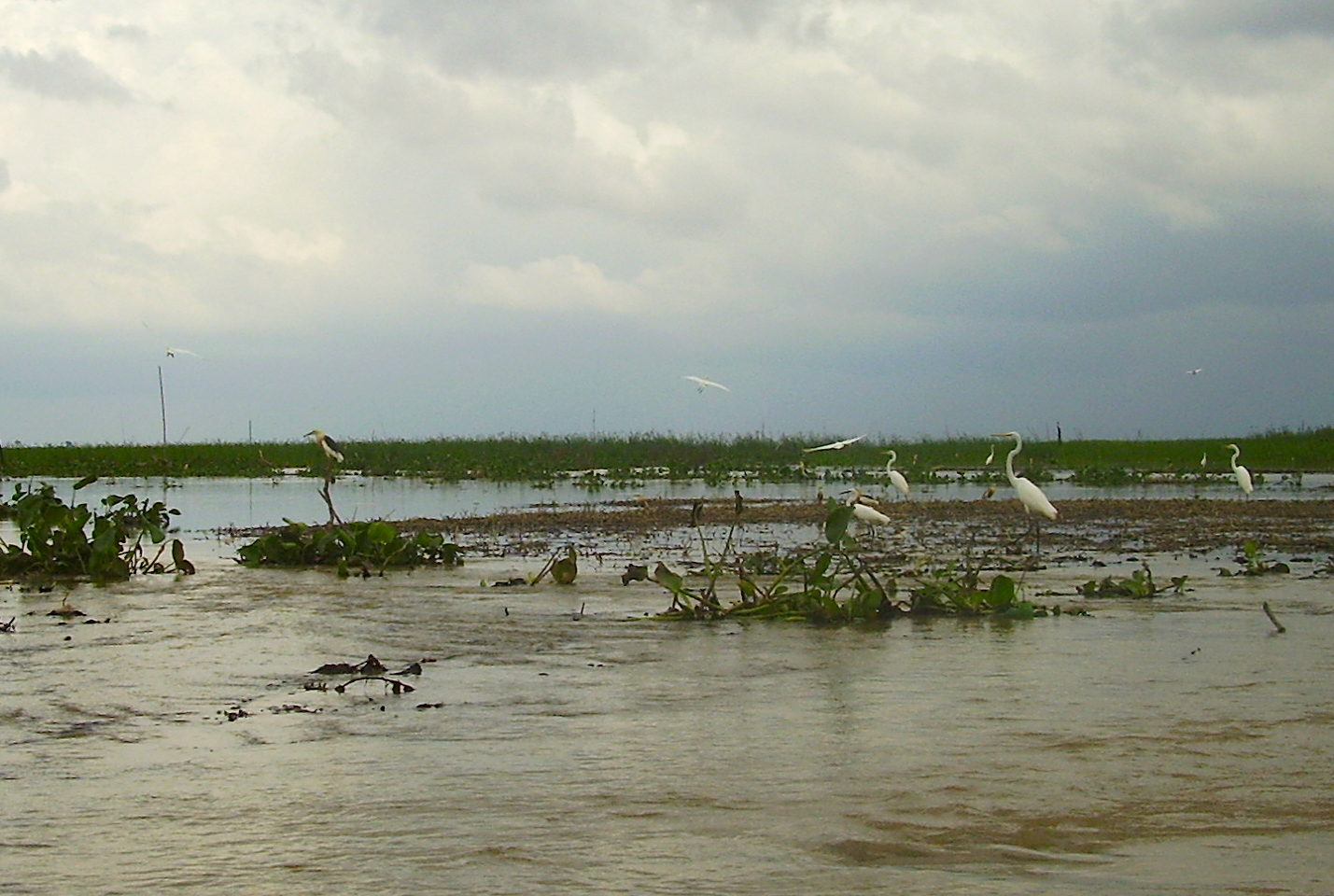
الطيور في مدخل بحيرة جمبانغ المتقطع من نهر ماهاكام

### التلوث
وقد ساهمت أنشطة قطع الأشجار والتعدين في «المعدل المقلق» لتلوث نهر ماهاكام في شرق كاليمانتان. أظهرت اختبارات ملوثات المياه ارتفاعًا حادًا بين عامي 2009 و 2011. على الرغم من التلوث المتزايد، يزعم أن «الماء لا يزال آمنًا للاستهلاك».
وقد لوحظت تركيزات غير آمنة من المعادن الثقيلة في أسماك محكم. وجدت دراسة أجريت عام 2015 أن تركيزات الرصاص تزيد عن 1000 مرة بمستويات آمنة إلى جانب مستويات غير آمنة من النحاس والزنك والكادميوم.

## الجسور
وتشمل الجسور 400 م محكم جسر و 710 م Kutai Kartanegara جسر. انهارت الأخيرة في 2011-11-26، استغرق الأمر 3 سنوات من التخطيط وسنة ونصف أخرى لإعادة بناء جسر جديد في نفس المكان. جسر Kutai Kertanegara الجديد مفتوح الآن للجمهور منذ 2015-12-08 بعد حفل الافتتاح الذي عقده الوصي المحلي.

## الجانب الاجتماعي

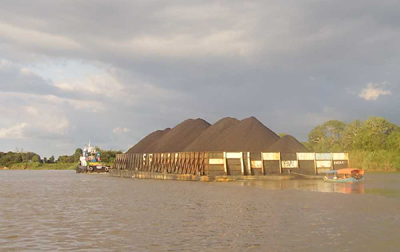
Ponton ينقل الفحم عبر نهر ماهاكام

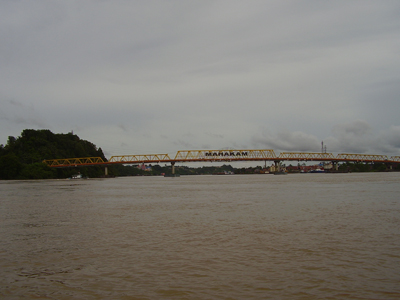
جسر ماهاكام في ساماريندا